# Distretto di Befotaka
Il distretto di Befotaka è un distretto del Madagascar situato nella regione di Atsimo-Atsinanana. Ha per capoluogo la città di Befotaka.
La popolazione del distretto è di 50 651 abitanti (censimento 2011).